# Літтлфілд (Аризона)
Літтлфілд (англ. Littlefield) — переписна місцевість (CDP) в США, в окрузі Могаве штату Аризона. Населення — 256 осіб (2020).

## Географія
Літтлфілд розташований за координатами 36°51′59″ пн. ш. 113°56′9″ зх. д. / 36.86639° пн. ш. 113.93583° зх. д. (36.866265, -113.935844). За даними Бюро перепису населення США в 2010 році переписна місцевість мала площу 30,98 км², уся площа — суходіл.

## Демографія
Згідно з переписом 2010 року, у переписній місцевості мешкало 308 осіб у 109 домогосподарствах у складі 84 родин. Густота населення становила 10 осіб/км². Було 153 помешкання (5/км²).
Расовий склад населення:
| - 69,2 % — білих - 3,9 % — корінних американців - 2,6 % — азіатів - 20,8 % — осіб інших рас |

До двох чи більше рас належало 3,6 %. Частка іспаномовних становила 35,7 % від усіх жителів.
За віковим діапазоном населення розподілялося таким чином: 27,9 % — особи молодші 18 років, 52,9 % — особи у віці 18—64 років, 19,2 % — особи у віці 65 років та старші. Медіана віку мешканця становила 40,5 року. На 100 осіб жіночої статі у переписній місцевості припадало 92,5 чоловіків; на 100 жінок у віці від 18 років та старших — 98,2 чоловіків також старших 18 років.
Цивільне працевлаштоване населення становило 46 осіб. Основні галузі зайнятості: мистецтво, розваги та відпочинок — 100,0 %.